# Der Tag bricht an
Der Tag bricht an (Original: Le jour se lève) ist ein in Schwarzweiß gedrehter Film von Marcel Carné aus dem Jahr 1939. Er ist eines der bedeutendsten Beispiele für den poetischen Realismus des französischen Films in den 1930er Jahren. In späteren Jahren wurde er auch als Wegbereiter des US-amerikanischen Film noir gedeutet.

## Handlung
Der Arbeiter François hat sich nach der Erschießung eines Mannes in seinem Dachzimmer in einem Pariser Mietshaus verbarrikadiert. Die Polizei hat die Straße abgesperrt und belagert das Haus. In Rückblenden wird die Vorgeschichte aufgerollt: François hat sich in die Blumenverkäuferin Françoise verliebt. Eines Abends folgt er ihr heimlich in ein Varieté, wo sie den Auftritt des Hundedompteurs Valentin bewundert, mit dem sie eine Affäre hat. Frustriert lässt François sich auf eine oberflächliche Beziehung mit Valentins Exgeliebter Clara ein. Trotzdem kann er Françoise nicht vergessen.
Als Françoise verspricht, sich von dem charmanten, aber rücksichtslosen Valentin zu trennen, löst François seine Bindung zu Clara. Valentin sucht François auf; es kommt zu einer Auseinandersetzung, in deren Verlauf François Valentin niederschießt. Als die Polizei Vorbereitungen trifft, Tränengas einzusetzen, um die Wohnung zu stürmen, begeht François Selbstmord.

## Hintergrund
Die Filmarchitektur stammt von einem der bedeutendsten Szenenbildner des französischen Films, Alexandre Trauner, der später auch in Hollywood arbeitete. Der Film lief in Frankreich ab dem 9. Juni 1939. Während der Herrschaft des Vichy-Regimes war die Aufführung des Films verboten.
In Deutschland kam Der Tag bricht an erst am 11. November 1955 in die Kinos. Die bundesdeutsche Fernsehpremiere fand am 26. Oktober 1970 im ZDF statt, die der DDR drei Jahre später am 25. Oktober 1973 im DFF 1.

## Kritiken
„Ein Paradebeispiel für den ‚poetischen Realismus‘ im damaligen französischen Kino. Die immer wieder unterbrochene Rückblenden-Technik bildet eine ausdrucksstarke erzählerische Klammer für den äußerst genau gezeichneten Film, der Milieu, Arbeitsbedingungen und François’ Träume auch in der pessimistischen Stimmung vollendet wiedergibt. Ein auch heute noch beeindruckendes Meisterwerk, das mit eindringlichem Ernst auf den Verlust von Glauben und Orientierung in der Welt verweist.“

„Die tragische Verzweiflung, die der Film glaubwürdig gestaltet, charakterisiert ein Milieu und entspricht einer Poetik, die darauf verzichtet, psychologische Motivationen zu konstruieren oder Lösungen aufzuzeigen. Selten ist in einem Film der Geist einer Epoche so konsequent zum Protagonisten gemacht worden, einer Epoche, die dadurch geprägt war, dass Frankreich glaubte, sich durch Opfer vor dem Untergang retten zu können“

## Synchronisation
Es existieren zwei deutsche Synchronfassungen, eine für die BRD und eine für die DDR. Die bundesdeutsche Fassung entstand bei der ATF Television Film in Berlin. Hansjörg Amon schrieb das Dialogbuch und führte Regie.
| Rolle     | Darsteller         | Synchronsprecher (BRD 1970) | Synchronsprecher (DDR 1973) |  |
| --------- | ------------------ | --------------------------- | --------------------------- |  |
| François  | Jean Gabin         | Edgar Ott                   | Lutz Riemann                |  |
| Valentin  | Jules Berry        | Klaus Miedel                | Walter Niklaus              |  |
| Clara     | Arletty            | Ingeborg Wellmann           | Jessy Rameik                |  |
| Françoise | Jacqueline Laurent | Ursula Herwig               | Helena Büttner              |  |

## Nachwirkung
1947 entstand ein US-amerikanisches Remake des Films unter dem Titel Die lange Nacht (Originaltitel: The Long Night). Henry Fonda übernahm Jean Gabins Rolle, Regie führte Anatole Litvak.